# Рафаел Камхи
Рафаел Моше Камхи или войводата Скендербег (изписване до 1945 година: Рафаелъ Мошѣ Камхи) е български революционер от еврейски произход, деец на Вътрешната македоно-одринска революционна организация.

## Биография
Камхи е роден през 1870 година в Битоля, тогава в Османската империя. Завършва еврейско училище. През 1894 година се запознава с Даме Груев и става член на Вътрешната македоно-одринска революционна организация. По време на ремонт на къщата на Камхи по предложение на Груев в нея е направено скривалище за организационните дейци, архива и касата на организацията. В него отсядат през следващите години Гоце Делчев, Гьорче Петров, Христо Матов, Пере Тошев, Борис Сарафов и други. По-късно скривалището е разкрито от османските власти и Камхи е арестуван, но после с подкупи е освободен от османците. Обикаля Битолско, Ресенско, Костурско и други. През 1896 г. в Солун е проведен общ конгрес на революционната организация, на който, според спомените на Камхи, присъства и той като битолски делегат. През 1901-1902 година участва в аферата „Мис Стоун“. След взетото решение за вдигане на въстание, Камхи става офицер за връзки между властите в България и революционна Македония. Като търговец той често пътува и това го прави удобен за целта. При тези специални пътувания той се среща с редица български политици, както и с княз Фердинанд I и се запознава с престолонаследника, по-късно български цар Борис III. Покрай тези чести посещения в България, в някои от които участва и брат му Ментеш, двамата са заподозрени и арестувани от османските власти. Впоследствие са интернирани в Дебър. Там те взимат участие в Илинденско-Преображенското въстание през 1903 година. Двамата организират кампания за набиране на средства за пострадалите от въстанието сред еврейската общност в Македония. През 1905 година участва на Рилския конгрес на ВМОРО.
През следващия период Рафаел Камхи поддържа най-тесни връзки с дейците от левицата на македонското освободително движение Гьорче Петров и Димо Хаджидимов, като не скрива антипатиите си към дясното крило. След Балканските войни Битоля остава в Сърбия и той се мести в Ксанти, тогава в пределите на България. В края на Първата световна война се включва в т. нар. Временно представителство на бившата ВМОРО. Поради заплахата от новата национална катастрофа за България през 1919 г., се провежда негова среща с тогавашния министър-председател Теодор Теодоров в София. Тогава му е предложено да замине за Солун, където е щабът на Антантата за да отстоява, доколкото е възможно, интересите на България в Македония пред победителите във войната. С разрешението на френския генерал Шарл Шарпи той се установява и остава да живее в града след войната. Твърди се, че неофициално продължава да работи за българските интереси в периода между двете световни войни, когато живее в Гърция.
По време на Втората световна война след окупацията на Гърция, Камхи участва в създаването на Българския клуб в Солун. През 1943 година Рафаел Камхи е арестуван със семейството си от германските окупационни части в града, като оттам е трябвало да бъде изпратен в концентрационен лагер в Централна Европа. Със съдействието на български организации като Македонският научен институт, Илинденската организация и с личното застъпничество на председателя на Съюза на македонските културно-просветни и благотворителни братства генерал Коста Николов, както и на българското правителство в това число и с личното съдействие на Богдан Филов той е освободен. Същевременно брат му, който живее в Битоля, тогава под българска администрация, заедно с близките му там, както и всички негови роднини в контролирания от германците Солун, са депортирани и избити в Треблинка. Една от малкото оцелели е племенницата му Роза Камхи, дъщеря на брат му Ментеш, която след войната се жени за югославския партизанин Бено Русо.
След спасяването си през войната Рафаел Камхи се мести да живее в София, където остава до 1949 година, когато заминава за Израел. След края на войната по настояване на Македонския научен институт и Еврейския научен институт той започва да работи над спомените си в България, но ги завършва през 50-те години след изселването си в Израел. От Тел Авив води продължителна кореспонденция с Еврейския научен институт. Умира в дълбока старост през 1970 година в Тел Авив. Спомените на Рафаел Камхи се съхраняват в Централния държавен архив в т. нар. Еврейска колекция от старопечатни книги и документи, като част от спомените се съхраняват и във фонд № 1932 к.
Издателства „Шалом“ и „Синева“ публикуват събраните спомени и документи на Рафаел Камхи и ги издават със заглавие „Аз, войводата Скендер Бей“ през 2000 година. През 2013 г. спомените му са публикувани повторно под заглавие "Рафаел Камхи: Спомени на един евреин македонски революционер"	от „Синева“. И двете издания са съставени от Цочо Билярски.

## Наследство
Нос Камхи в Антарктика е наименуван на Рафаел Камхи.